# Параолимпијски пауерлифтинг
Параолимпијски пауерлифтинг, познат и као пара пауерлифтинг и паралифтинг, је адаптација спорта пауерлифтинга за спортисте са инвалидитетом. Једина дисциплина у параолимпијском пауерлифтингу је потисак с клупе. Спортом управља Међународни параолимпијски комитет (Свјетски парапауерлифтинг) и отворен је за свакога са минималним степеном инвалидитета који може да испружи руке у року од 20° од пуног истезања током дизања. Пауерлифтинг се такмичи на Љетњим параолимпијским играма од 1984. године.

## Историјат
- 1964-1984: Пауерлифтинг у инвалидским колицима
- 1984-2016: параолимпијски пауерлифтинг / ИПЦ пауерлифтинг
- 2017-У току: Пара Пауерлифтинг

## Биланс медаља
Године 2022. Свјетска парапауерлифтинг организација је покренула награђивање у форми нову награду Медаља за тотално подизање, која представља збир свих добрих подизања из три покушаја.
Прије 2022. године медаља се додјељивала само у најбољим дизањима. Од 2022. године додјељује се медаља у најбољим дизањима и тоталним дизањима. Отворено првенство Азије и Океаније у парапауерлифтингу 2022. године одржано је у Пјонгтеку, Јужна Кореја, од 15. до 20. јуна 2022. године. Ово је било прво такмичење у историји, гдје су, поред најбољег дизања, медаље додјељиване и за укупно три дизања.
- 1964/1984 - 2021: Само најбољи дизачи имају медаље.
- 2022 – у току: Најбољи и укупно дизање имају медаље.

## Категорије такмичења

### Узраст
На основу извора разликујемо
Прије 2021. године (2002-2021): Јуниор (У20) и Сениор (+20)
Од 2022. године:
1. почетник (14-17)
2. наредна генерација (18-20)
3. елита (+20)
4. легенде (+45)

Јуниорски турнири су први пут одржани на Свјетском првенству 2002. године (или 2006.) године.

### Пол
1. Само за мушкарце од 1964-1997. године
2. Женске дисциплине од 1998. године (први пут на Свјетском првенству 1998. године).
3. Мјешовити тимови су први пут одржани 2019. године.

### Тежина

#### Период од 1984 (1988) до 2012. године
Одржано је двадесет пауерлифтинга, што одговара по десет тежинских категорија за мушкарце и жене.
| - Мушкарци 48 кг - Мушкарци 52 кг - Мушкарци 56 кг - Мушкарци 60 кг - Мушкарци 67,5 кг - Мушкарци 75 кг - Мушкарци 82,5 кг - Мушкарци 90 кг - Мушкарци 100 кг - Мушкарци +100 кг |  | - Жене 40 кг - Жене 44 кг - Жене 48 кг - Жене 52 кг - Жене 56 кг - Жене 60 кг - Жене 67,5 кг - Жене 75 кг - Жене 82,5 кг - Жене +82,5 кг |

#### Период од 2013 до 2023. године
Постоји двадесет такмичења у пауерлифтингу, што одговара десет тежинских категорија за мушкарце и жене. Тежинске категорије су значајно прилагођене након Игара 2012, тако да је већина тежина нова за 2016. године.
| Пауерлифтинг на Љетњим параолимпијским играма 2016. године - Категорије по тежини | Пауерлифтинг на Љетњим параолимпијским играма 2016. године - Категорије по тежини | Пауерлифтинг на Љетњим параолимпијским играма 2016. године - Категорије по тежини | Пауерлифтинг на Љетњим параолимпијским играма 2016. године - Категорије по тежини |
| Мушкарци                                                                          | Мушкарци                                                                          | Жене                                                                              | Жене                                                                              |
| --------------------------------------------------------------------------------- | --------------------------------------------------------------------------------- | --------------------------------------------------------------------------------- | --------------------------------------------------------------------------------- |
| 49 kg                                                                             | 80 kg                                                                             | 41 kg                                                                             | 67 kg                                                                             |
| 54 kg                                                                             | 88 kg                                                                             | 45 kg                                                                             | 73 kg                                                                             |
| 59 kg                                                                             | 97 kg                                                                             | 50 kg                                                                             | 79 kg                                                                             |
| 65 kg                                                                             | 107 kg                                                                            | 55 kg                                                                             | 86 kg                                                                             |
| 72 kg                                                                             | +107 kg                                                                           | 61 kg                                                                             | +86 kg                                                                            |

## Догађаји
Важна такмичења су:

### Свјетска такмичења
- Пауерлифтинг на Љетњим параолимпијским играма од 1984. године
- Свјетско првенство у пара пауерлифтингу од 1994. године
- Свјетски куп у пара пауерлифтингу (ВППО Свјетски куп) од 2015. године
- Фаза међународно такмичење у пауерлифтингу од 2009. године (2013. године није одржано)
- ИПК свјетско првенство у пауерлифтингу - 2010. године
- ИПК свјетско првенство у пауерлифтингу - 2014. године
- Свјетско првенство у пара пауерлифтингу - 2017. године
- Свјетско првенство у пара пауерлифтингу - 2019. године
- Свјетско првенство у пара пауерлифтингу - 2021. године
- Свјетско првенство у пара пауерлифтингу - 2023. године

### Регионална такмичења
2013, 2015, 2018. (ИПЦ Пауерлифтинг Опен ... првенство)
- Свјетско отворено првенство Европе у парапауерлифтингу од 2013. године
- Отворено азијско првенство свијета у парапауерлифтингу од 2013. године (Азија-Океанија)
- Отворено првенство Америке у парапауерлифтингу од 2015. године (Пан Америка)
- Отворено првенство Африке у парапауерлифтингу од 2015. године

| Издање | Година        | Домаћин                | Догађаји | Број учесника |
| ------ | ------------- | ---------------------- | -------- | ------------- |
| 1      | 2013 Asian    | Куала Лумпур, Малезија | 20       |               |
| 2      | 2013 European | Алексин, Русија        | 20       |               |
| 3      | 2015 Americas | Мексико Сити, Мексико  | 20       |               |
| 4      | 2015 Asian    | Алмата, Казахстан      | 20       |               |
| 5      | 2015 European | Егер, Мађарска         | 20       |               |
| 6      | 2015 African  | Бразавил, Конго        | 20       |               |
| 7      | 2018 European | Берк, Француска        | 20       |               |
| 8      | 2018 African  | Алжир, Алжир           | 20       |               |
| 9      | 2018 Asian    | Китакјушу, Јапан       | 20       |               |
| 10     | 2018 Americas | Богота, Колумбија      | 20       |               |

### Свјетски куп
Такмичења Свјетског купа до 2016. године: ИПЦ светски куп у пауерлифтингу
- Мексичко такмичење у пауерлифтингу 2011. године
- Пољски куп Пауерлифтинг-Бидгошч 2011. године
- Међународно такмичење у пауерлифтингу у Аману 2011. године
- Треће међународно такмичење у пауерлифтингу Хор Факан 2011. године
- Осме кинеске националне игре за особе са инвалидитетом 2011. године
- Међународно такмичење у пауерлифтингу у Мађарској 2011. године
- ИВАС Свектске игре 2011. и 2021. године
- Отворено првенство Малезије у пауерлифтингу 2011. године
- Отворено првенство Миср купа у пауерлифтингу 2013. године
- Игре Комонвелта у Глазгову 2014. године

| Издање | Година            | Домаћин                     | Такмичење | Број учесника |
| ------ | ----------------- | --------------------------- | --------- | ------------- |
| -      | 2009 (1st FAZZA)  | Дубаи, УАЕ                  | 20        |               |
| -      | 2010 (2nd FAZZA)  | Дубаи, УАЕ                  | 20        |               |
| -      | 2011 (3rd FAZZA)  | Дубаи, УАЕ                  | 20        |               |
| -      | 2012 (4th FAZZA)  | Дубаи, УАЕ                  | 20        |               |
| -      | 2014 (5th FAZZA)  | Дубаи, УАЕ                  | 20        |               |
| 1      | 2015 (6th FAZZA)  | Дубаи, УАЕ                  | 20        |               |
| 2      | 2016              | Рио де Женеиро, Бразил      | 20        |               |
| 3      | 2016 (7th FAZZA)  | Дубаи, УАЕ                  | 20        |               |
| 4      | 2016              | Куала Лумпур, Малезија      | 20        |               |
| 5      | 2017              | Егер, Мађарска              | 20        |               |
| 6      | 2017 (8th FAZZA)  | Дубаи, УАЕ                  | 20        |               |
| 7      | 2018 (9th FAZZA)  | Дубаи, УАЕ                  | 20        |               |
| 8      | 2019 (10th FAZZA) | Дубаи, УАЕ                  | 20        |               |
| 9      | 2019              | Егер, Мађарска              | 20        |               |
| 10     | 2019              | Лима, Перу                  | 20        |               |
| 11     | 2019              | Токио, Јапан                | 20        |               |
| 12     | 2020              | Абуџа, Нигерија             | 20        |               |
| 13     | 2020              | Манчестер, Велика Британија | 20        |               |
| 14     | 2021              | Богота, Колумбија           | 20        |               |
| 15     | 2021              | Манчестер, Велика Британија | 20        |               |
| 16     | 2021              | Бангкок, Тајланд            | 20        |               |
| 17     | 2021              | Тбилиси, Грузија            | 20        |               |
| 18     | 2021 (11th FAZZA) | Дубаи, УАЕ                  | 20        |               |

## Свјетски рекорди
Свјетске рекорде у параолимпијском пауерлифтингу ратификовао је Међународни параолимпијски комитет.

### Категорија елите

#### Мушкарци
| Категорија | Рекорд   | Такмичар             | Држава   | Датум               | Такмичење           | Мјесто                           | Референца |
| ---------- | -------- | -------------------- | -------- | ------------------- | ------------------- | -------------------------------- | --------- |
| –49 kg     | 183.5 kg | Lê Văn Công          | Вијетнам | 4. децембар 2017.   | World Championships | Мексико Сити, Мексико            | [ 9 ]     |
| –54 kg     | 205 kg   | Sherif Othman        | Египат   | 6. април 2014.      | World Championships | Дубаи, Уједињени Арапски Емирати | [ 10 ]    |
| –59 kg     | 211 kg   | Sherif Othman        | Египат   | 9 September 2016    | Paralympic Games    | Рио де Женеиро, Бразил           | [ 11 ]    |
| –65 kg     | 221 kg   | Paul Kehinde         | Нигерија | 19. фебруар 2018.   | World Cup           | Дубаи, Уједињени Арапски Емирати | [ 12 ]    |
| –72 kg     | 231 kg   | Bonnie Bunyau Gustin | Малезија | 24. август 2023.    | World Championships | Дубаи, Уједињени Арапски Емирати | [ 13 ]    |
| –80 kg     | 241 kg   | Roohollah Rostami    | Иран     | 7. мај 2021.        | World Cup           | Банкок, Тајланд                  | [ 14 ]    |
| –88 kg     | 251 kg   | Abdelkareem Khattab  | Јордан   | 29. август 2023.    | World Championships | Dubai, Уједињени Арапски Емирати | [ 13 ]    |
| –97 kg     | 255 kg   | Abdelkareem Khattab  | Јордан   | 17. децембар 2022.  | World Cup           | Дубаи, Уједињени Арапски Емирати | [ 15 ]    |
| –107 kg    | 254 kg   | Aliakbar Gharibshahi | Иран     | 17. децембар 2022.  | World Cup           | Дубаи, Уједињени Арапски Емирати | [ 15 ]    |
| +107 kg    | 310 kg   | Siamand Rahman       | Иран     | 14. септембар 2016. | Paralympic Games    | Рио де Женеиро, Бразил           | [ 16 ]    |

#### Жене
| Категорија | Рекорд   | Такмичарка       | Држава   | Датум               | Такмичење                  | Позиција                         | Референца |
| ---------- | -------- | ---------------- | -------- | ------------------- | -------------------------- | -------------------------------- | --------- |
| –41 kg     | 114 kg   | Esther Nworgu    | Нигерија | 28. октобар 2022.   | African Open Championships | Каиро, Египат                    | [ 17 ]    |
| –45 kg     | 120 kg   | Guo Lingling     | Кина     | 24. август 2023.    | World Championships        | Дубаи, Уједињени Арапски Емирати | [ 13 ]    |
| –50 kg     | 131 kg   | Esther Oyema     | Нигерија | 10. април 2018.     | Commonwealth Games         | Златна обала, Аустралија         | [ 18 ]    |
| –55 kg     | 133.5 kg | Mariana Shevchuk | Украјина | 30. новембар 2021.  | World Championships        | Tбилиси, Грузија                 | [ 19 ]    |
| –61 kg     | 146 kg   | Onyinyechi Mark  | Нигерија | 24. август 2023.    | World Championships        | Дубаи, Уједињени Арапски Емирати | [ 13 ]    |
| –67 kg     | 140.5 kg | Tan Yujiao       | Кина     | 9. октобар 2018.    | Asian Para Games           | Џакарта, Индонезија              | [ 20 ]    |
| –73 kg     | 151 kg   | Kafila Almaruf   | Нигер    | 26. август 2023.    | World Championships        | Дубаи, Уједињени Арапски Емирати | [ 13 ]    |
| –79 kg     | 151 kg   | Mariana D'Andrea | Бразил   | 26. август 2023.    | World Championships        | Дубаи, Уједињени Арапски Емирати | [ 13 ]    |
| –86 kg     | 158 kg   | Zheng Feifei     | Кина     | 25. авуст 2023.     | World Championships        | Дубаи, Уједињени Арапски Емирати | [ 13 ]    |
| +86 kg     | 160 kg   | Josephine Orji   | Нигерија | 14. септембар 2016. | Paralympic Games           | Рио де Женеиро, Бразил           | [ 21 ]    |